# Queer

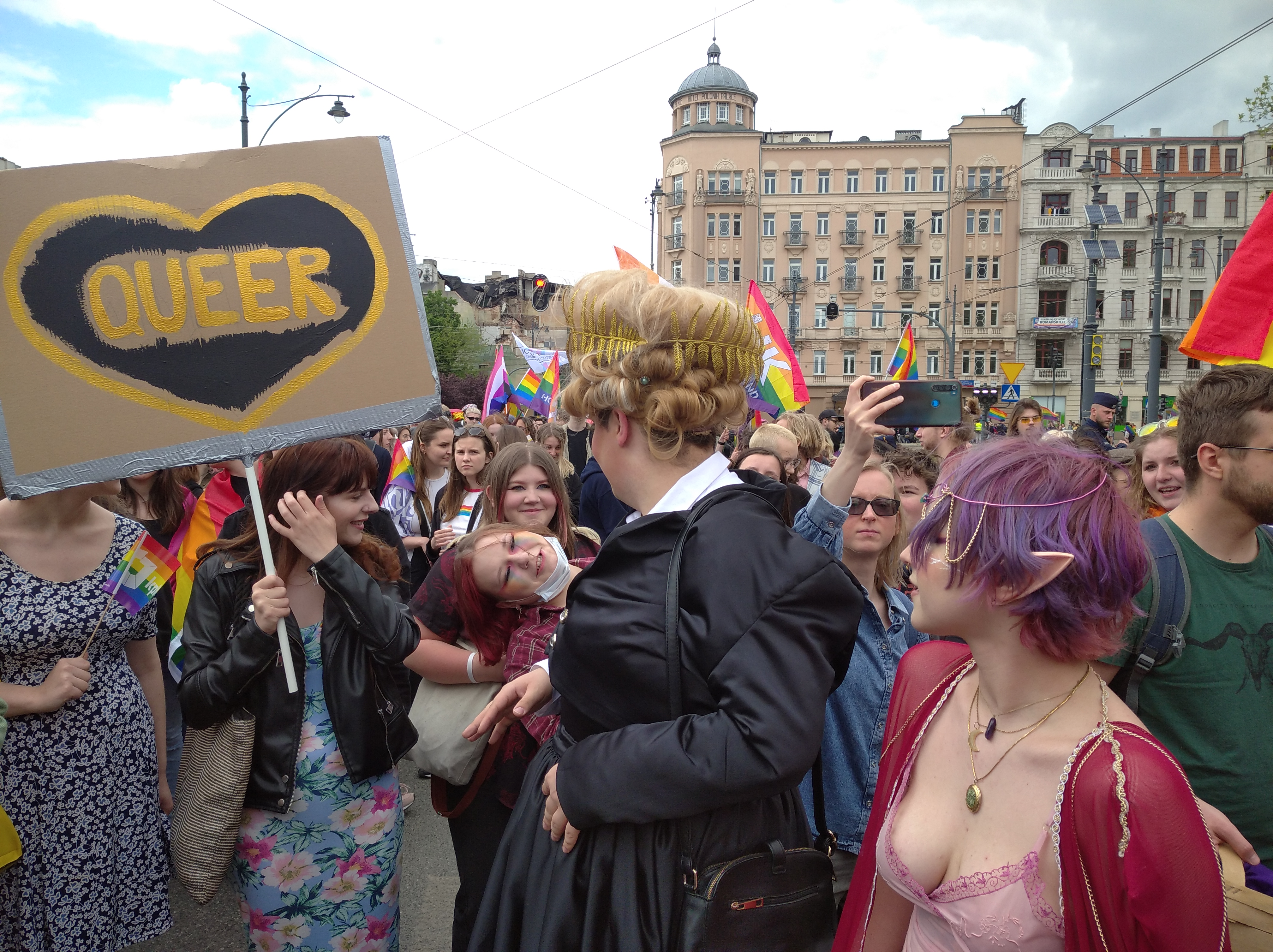
Tabliczka z napisem "queer" niesiona na łódzkim marszu równości (2022)

Queer (z ang. queer – dziwny, osobliwy) – określenie używane od lat 90. XX wieku do opisywania społeczności LGBTQ+ i jej członków. Efektem tego była zmiana we współczesnej angielszczyźnie: pierwotne znaczenie słowa queer zostało zmarginalizowane i obecnie określenie to znaczy przede wszystkim „lesbijski”, „gejowski”, „homoseksualny” (czy generalnie „nie-heteroseksualny”. „nie-heteronormatywny”) oraz również „nie-cispłciowy” (np. trans lub genderqueer).
W naukach humanistycznych słowo queer jest zbiorczym terminem określającym przedmiot badań socjologicznych, psychologicznych, antropologicznych, kulturowych i krytycznoliterackich skupionych na analizowaniu i proliferacji ustalonych społecznie tożsamości oraz opozycji płciowych i związanych z seksualnością (kobieta – mężczyzna, płeć męska – płeć żeńska, heteroseksualność – homoseksualność itp.), w tym przede wszystkim konstrukcji tożsamości subwersywnych. Na uczelniach zachodnich od kilkunastu lat pojawiają się osobne studia i specjalizacje z zakresu queer studies, czasami wiązane z gender studies, a czasami stanowiące element studiów z zakresu women’s studies (problematyki kobiecej), np. na Humboldt State University.
Użycie wyrazu queer w niektórych kontekstach może być postrzegane jako obraźliwe i zwłaszcza w heteronormatywnych społeczeństwach powinno być traktowane z ostrożnością, mimo że bywa stosowane także jako samookreślenie LGBT (podobnie jak określenie nigger wobec Afroamerykanów).

## Użycie historyczne i współczesne
Pierwsze użycie tego słowa datuje się na początek XVI wieku i oznaczało wtedy między innymi „dziwny”, „osobliwy”, „ekscentryczny”, „komiczny”, „nadzwyczajny”, niepospolity”, także „podejrzany”, „kontrowersyjny” oraz „nieswój”, „o słabym zdrowiu” jako przymiotnik. Używane było wtedy również jako czasownik w znaczeniu „zepsuć”, „zniszczyć”, „zmarnować”, „złamać” (umowę, zdarzenie lub sytuację). Wyrażenie „in queer street” odnosiło się również do osoby posiadającej znaczne długi.

### Queer w znaczeniu negatywnym
Na przełomie XIX i XX wieku słowo „queer” zaczęło nabierać bardziej negatywnego znaczenia i coraz częściej kojarzyło się z dewiacją seksualną. Zaczęto też używać tego słowa do określania zniewieściałych mężczyzn oraz mężczyzn uprawiających seks z osobami tej samej płci. Wczesnym odnotowanym użyciem tego słowa w tym znaczeniu był list Jana Sholto Douglasa, 9. markiza Queensberry z 1894 roku. Używanie queer jako uwłaczającego określenia na zniewieściałych mężczyzn stało się popularne w XX wieku i właśnie na pierwszą połowę XX wieku przypada okres najczęstszego używania tego słowa. Kiedy w ciągu XX wieku homoseksualni mężczyźni preferowali identyfikować się najpierw jako homofil, a później gej, słowo „queer” stosowano pejoratywnie w stosunku do mężczyzn, co do których sądzono, że angażują się w receptywny (pasywny) seks analny lub oralny z innymi mężczyznami, jak również wobec tych, którzy wykazywali nienormatywne formy ekspresji płci.

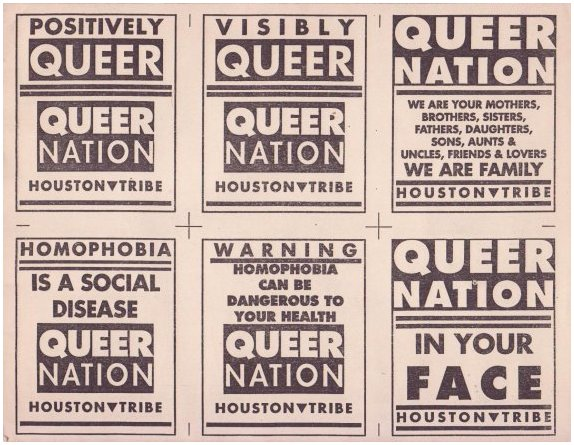
Historyczne ulotki stworzone przez Queer Nation Houston

### Odzyskiwanie terminu przez społeczność LGBT

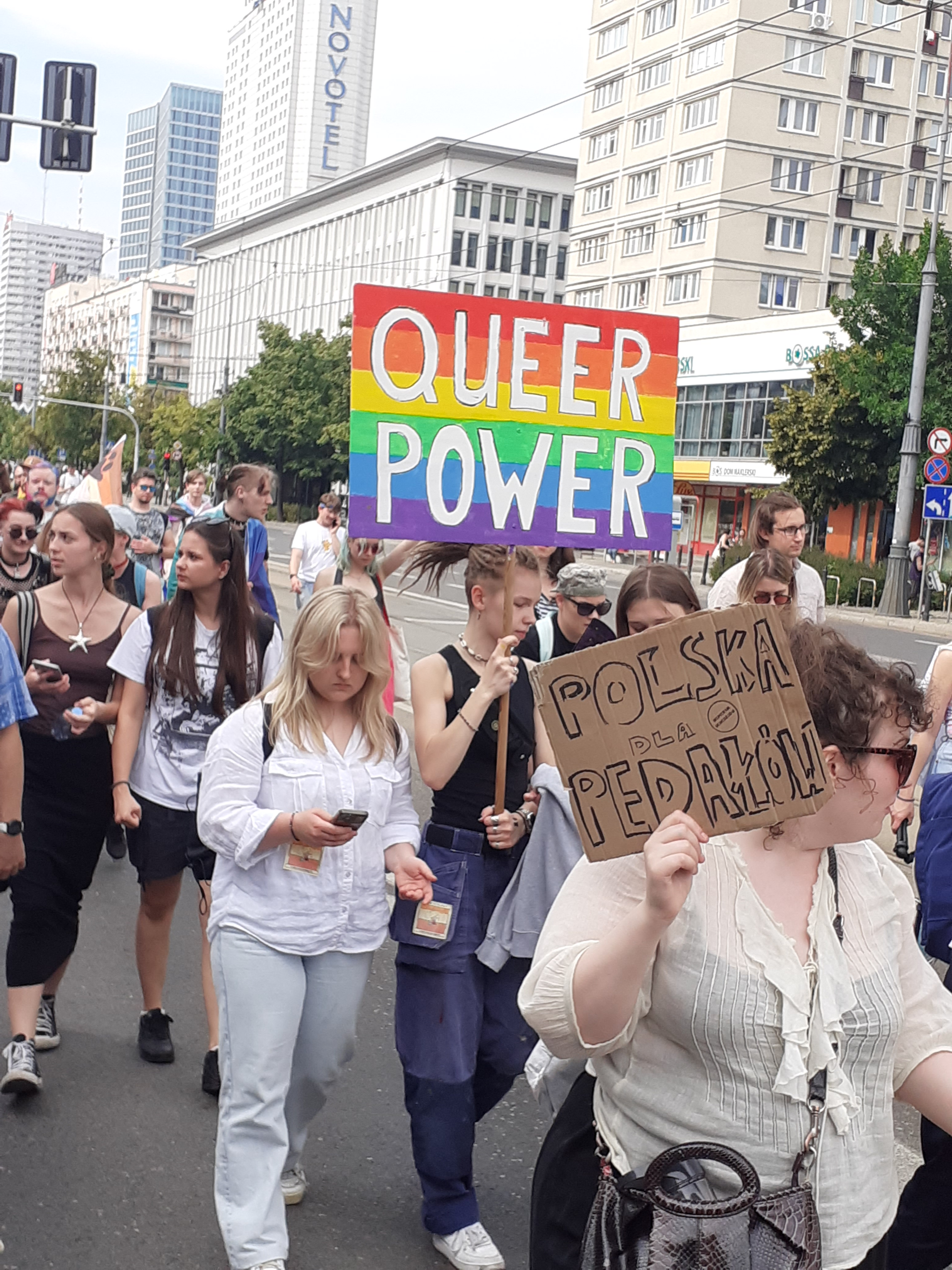
Hasło o queerze niesione na Paradzie Równości w 2023

Pod koniec lat 80. niektórzy geje zaczęli celowo używać słowa queer zamiast określenia gej czy homoseksualista, próbując, poprzez użycie tego słowa w sposób pozytywny, pozbawić go jego negatywnej mocy. Wczesnym przykładem użycia tego słowa przez społeczność LGBT może być organizacja Queer Nation, która została utworzona w marcu 1990 roku i dystrybuowała anonimową ulotkę na Nowojorskiej Paradzie Gay Pride w czerwcu 1990 roku zatytułowanej „Queers Read This”. Ulotka zawierała fragment tłumaczący ich przyjęcie etykiety queer:
Naprawdę musimy używać tego słowa? To tylko kłopot. Każdy gej ma swoje własne zdanie na ten temat. Dla jednych oznacza to dziwne i ekscentryczne i swego rodzaju tajemnicze [...] A dla innych „queer” wyczarowuje te okropne wspomnienia o cierpieniu nastolatków [...] No tak, „gej” jest świetny. Ma swoje miejsce. Ale kiedy wiele lesbijek i gejów budzi się rano, czujemy się źli i zdegustowani, a nie gejowsko (radośnie). Więc zdecydowaliśmy się nazywać siebie queer. Używając „queer” przypominamy sobie, jak jesteśmy postrzegani przez resztę świata. [Tłumaczenie z angielskiego]
Słowo queer jest zatem przykładem  przejętej mowy nienawiści. Współcześnie słowo „queer” uznawane jest za pojęcie zbiorcze oznaczające ogół mniejszości seksualnych i genderowych oraz antonim heteronormatywności. Obejmuje on wtedy swym znaczeniem ludzi o orientacji nieheteroseksualnej (osoby homoseksualne, biseksualne, aseksualne i panseksualne) osoby nie-cispłciowe (transseksualne, transpłciowe, niebinarne, agender i androgyniczne lub dowolnej innej tożsamości płciowej) oraz osoby interpłciowe. Niektórzy byli za tym aby także uwzględniać rodzajowo normatywnych heteroseksualistów, których orientacja lub aktywność seksualna nie mieszczą się w granicach najpowszechniejszych (np. BDSM, poliamoria). Jednak spotkało się to z dość powszechnym sprzeciwem ze strony społeczności LGBT.
W tym znaczeniu słowo queer (zarówno jako przymiotnik, jak i jako rzeczownik) może być używane jako synonimiczne dla LGBT, co zwłaszcza w języku angielskim jest w mowie potocznej wygodniejsze niż używanie ciągle wydłużającego się akronimu (w skrajnych przypadkach nawet LGBTQIAPK+ lub LGBTTQIAAP). Jest też pojęciem szerszym, ponieważ obejmuje również osoby niewymienione w skrócie LGBT.

## Teoria queer
Uważana jest ona za alternatywę esencjalistycznego podejścia do tożsamości seksualnej, które głosi, że tożsamości/orientacje seksualne istnieją obiektywnie i jedynie czekają na nazwanie. Jednocześnie w nurcie esencjalistycznym utożsamia się te pojęcia z rzeczywistością. Podnosi się jednak kwestię, że w tym ujęciu np. termin „heteroseksualny” dla każdego może znaczyć coś nieco innego. A zatem ludzką różnorodność płciową znacznie lepiej opisuje teoria queer. Zakłada ona ludzką niepowtarzalność i fakt, że każdy jest indywidualny i różni się od innych wskutek wpływów biologicznych, psychologicznych i społecznych. W świetle powyższego definiowanie tożsamości seksualnej jest wytworem kultury i jedynie wtórnie kreuje rzeczywistość. Wskutek takiego definiowania dochodzi do wyższego wartościowania jednych tożsamości, a niższego innych, co prowadzi do sztucznej kategoryzacji. W odpowiedzi na to teoria wysuwa następujące postulaty:
- należy odejść od sztywnego kategoryzowania tożsamości na rzecz uznania ich naturalnej różnorodności;
- ludzie mają prawo nie podlegać społecznemu naciskowi do określenia własnej tożsamości seksualnej;
- ludzie powinni mieć prawo do samookreślenia, czy to przez pojęcia wypracowane kulturowo, czy przez ich modyfikację, czy przez pojęcia stworzone samodzielnie;
- należy odejść od ignorowania lub modyfikowania tego, co nie mieści się w konstruktach społecznych, dotyczących seksualności;
- istnieją osoby, które postrzegają własną płeć i seksualność jako niejednorodną i zmienną;
- wszystkie tożsamości seksualne i płciowe są równowartościowe[36].

## Konteksty kulturowe
Pojęcie queer pojawiło się w tytułach kilku filmów i nie tylko:
- Queer as Folk (brytyjski serial z 1999 r.)
- Queer as Folk (amerykański serial z lat 2000–2005)
- Queerowy stan wyjątkowy (A Queer and Pleasant Danger, autobiografia Kate Bornstein[37] publikowana w odcinkach w magazynie żydowskim „Chidusz")
- Queer Eye, w Polsce znany jako Porady różowej brygady (amerykański serial z lat 2003–2007, reboot w 2018 r.)
- Queerowy pomiot (hiszpański dokument z 2005 r.)
- Queer (powieść) – krótka powieść (napisana w latach 1951–1953, opublikowana w 1985 roku) autorstwa Williama S. Burroughsa.
- The Queers – amerykański zespół punk rockowy, założony w 1981 roku.

Odnoszą się do niego również takie pojęcia z zakresu kultury jak:
- new queer cinema – jeden z nurtów filmowych zapoczątkowany w latach 90. XX w.
- queercore – jedna z odmian punk rocka